# Gastronomia de França
La gastronomia de França, entesa com la gastronomia tradicional de l'Estat Francès, és una de les cuines més difícils de classificar, ja que no es tracta d'una veritable cuina única associada a una sola gastronomia sinó, com ocorre a la cuina espanyola, d'un concepte artificial creat per raons polítiques, teòricament a partir d'elements de diverses cuines regionals que componen l'Estat. Però la majoria dels seus plats no es mengen a tota França, ni hi ha cap filosofia ni gramàtica global que uneixi particularment el conjunt d'aquestes cuines independents.
A França, se sol dividir la gastronomia tradicional en quatre grans regions, no gaire precises però que correspondrien aproximadament a les zones resultants si es dividís el país en quatre quarts amb una línia vertical pel mig i una altra horitzontal. D'aquesta manera, trencant amb tota mena de noms geogràfics o culturals, es parla d'una cuina del Sud-Oest, que inclouiria bàsicament una gran part de la cuina occitana i la basca; la del Sud-est, que inclou una altra part d'Occitània, com si fossin coses diferents, però a més la cuina catalana i la corsa; la cuina del Nord-est agafaria les regions properes a Suïssa i Alemanya mentre que la del Nord-oest està clàssicament representada per la cuina normanda i la bretona, però també hauria d'incloure per exemple la de la regió del Nord, dels ch'tis, per exemple. Noteu que hi ha algunes cultures i cuines que desapareixen. D'altra banda, recents moviments socials reivindiquen les denominacions de cuina gascona i de cuina provençal. En aquestes cuines tradicionals regionals s'hi poden trobar exemples de cuina atlàntica i de cuina mediterrània.
París i la seva cuina es consideren a part. Representa bàsicament la cuina burgesa dels últims cuiners i restaurants de moda a cada moment i no té res de tradicional ni en principi cap mena de lligam amb les anteriors ni cap mena d'homogeneitat de conjunt. Durant un temps va repressentar la "nouvelle cuisine". Cal destacar que es tracta de la feina professional d'algunes poques persones i no de la majoria, ni del que la gent fa a casa seva.
Sovint els francesos obliden altres cuines: les dels territoris francesos a les antigues colònies. Martinica, Guadalupe i la Guaiana Francesa formen part de França, tot i no estar a Europa i, per tant, en aquest sentit la seva cuina és igualment francesa, però no té en principi res en comú amb les citades al començament. Els territoris que han passat a ser independents, com ara Algèria, també tenen una gastronomia diferenta, que segons aquest principi ja no és francesa, sinó, en aquest cas, algeriana. Però moltes persones d'aquests territoris han viscut o viuen a la França continental europea, actualment hi ha nombrosos "immigrants de tercera generació" que han mantingut més o menys alguns trets de la seva cultura gastronòmica i fins i tot n'han creat una pròpia, com per exemple la cuina dels peus negres, o bé han fet tant populars alguns plats dels seus països d'origen que ara són considerats "francesos", com és el cas del cuscús. La paradoxa és que aquests plats sí que s'han estés a tot el territori francès.

## Quina cuina és la francesa?

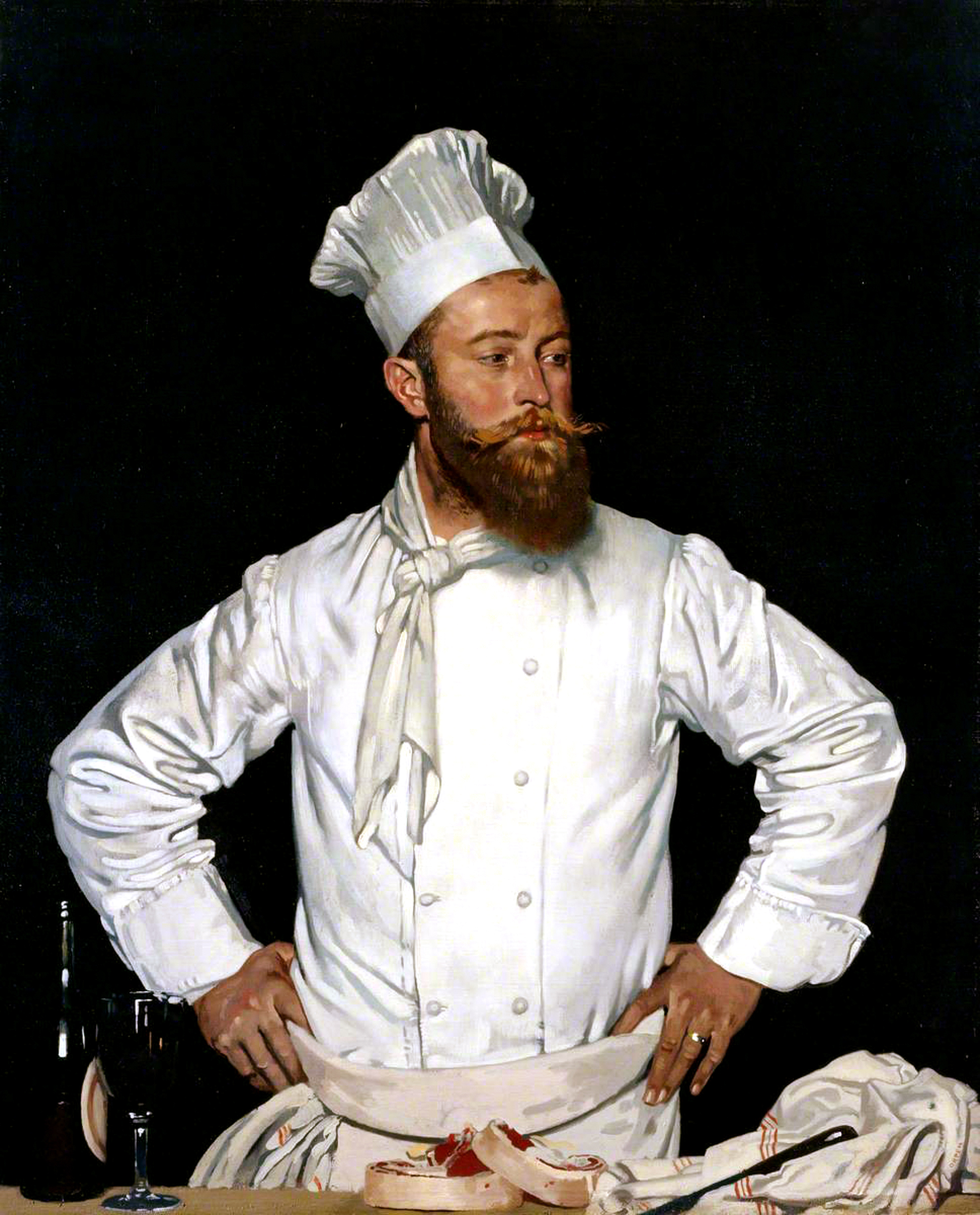
Cuiner treballant a París, en una pintura de 1921

Si bé és cert que el tòpic intern i extern ha sigut parlar de la gastronomia francesa amb l'èmfasi en París i la seua rodalia, doncs de cremes i mantegues, formatges i pernil dolç, hortalissa continental com el xampinyó, la ceba o l'escalunya, des de la revalorització de la cuina mediterrània del final del segle xx el sud ha guanyat terreny i la cuina provençal ha liderat un reviscolament de la cuina occitana com una cuina de qualitat. En conseqüència plats mediterranis com la ratatolha (samfaina) són a l'estranger habitualment considerats francesos i gaudeixen d'una acceptació important arreu de França.
A l'Estat Francès, com a molts d'altres, la gastronomia pateix la contraposició de cuina burgesa i "cuina tradicional" – o siga, de pagès –. Durant gran part del segle xix i XX el rebuig a la cuina de les províncies creava un esgraó de valors on la cuina parisenca i burgesa era considerada la millor - per la seua relativa complexitat, insistència en presentacions pomposes i sabors subtils - i la cuina provincial i pagesa la inferior - per la seua senzillesa i sabors de vegades forts.
A hores d'ara continua la contradicció entre una cuina francesa estatal que suposadament engloba les cuines regionals com la provençal, però també cuines que se situen en major part fora de l'Estat Francès com la basca o la catalana, i que no sempre són acceptades com a franceses de primera ni pels nordcatalans i francobascs, ni per la resta dels francesos, atès que la majoria dels seus plats són totalment desconeguts a França – exemples serien les habituals boles de picolat i coques rosselloneses o la piperrada típica del nord i sud del País Basc.
Tòpics sobre ingredients individuals – que l'all siga "espanyol" o inculte, o que l'arròs és català – fan que alguns plats i cuines tinguin dificultat a l'hora de ser acceptats. Així doncs la paella i la pissaladiera – una mena de pizza – de Niça, la tiela –originària de Ligúria – de Seta o l'allioli d'Occitània han tingut certa oposició pel tòpic que aquests plats són estrangers. En canvi la maionesa és acceptada com a francesa quan molts apunten a un origen menorquí.
La falta d'una sola tradició culinària a l'Estat Francès fa impossible considerar la cuina francesa com una cuina tradicionalment "nacional" sinó com un conjunt de cuines regionals assimilades en menor o major grau per la cuina burgesa.

### Cuina d'un estat
Així i tot, el fet de ser el conjunt de cuines que hi ha a un Estat li ha permés a aquest presentar-la, per exemple, a la UNESCO, com a unitat (de la mateixa manera que els Estats Espanyol, d'Itàlia, Grècia i Marroc han presentat com a unitat la cuina o "dieta" mediterrània, encara que la componen també cuines d'altres zones, per exemple també a França la cuina catalana i la cuina occitana, i països; i que algunes regions espanyoles o italianes no tenen cuina purament mediterrània) i que hagi estat declarada Patrimoni de la Humanitat en 2010.
La relació entre les cuines tradicionals i els Estats i fronteres és comparable a la que en tenen les llengües, especialment notable al cas de cultures sense Estat o d'Estats plurinacionals.

## Ingredients bàsics

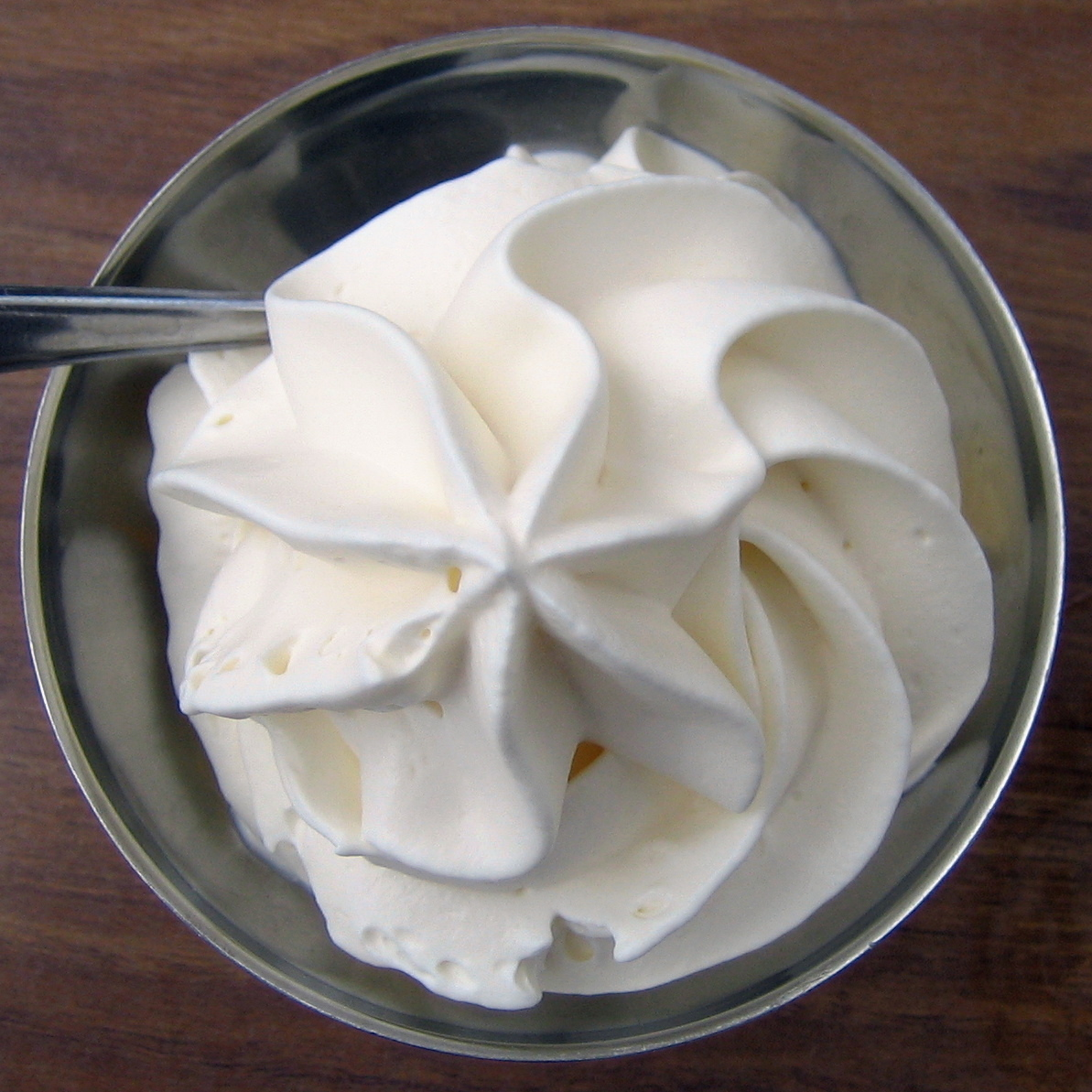
La nata s'usa sovint tant en plats dolços com salats

Testimoni d'un fèrtil i variat territori, la cuina francesa ostenta una gamma enorme d'ingredients: hortalissa, llegums, fruita, carn, aviram, caça, bolets, embotits, làctics, cereals, olis i greixos, peix, marisc, nous, etc.
- Carns: vedella, porc, conill i cavall.
- Aus: colom, ànec, oca, pollastre, guatlla.
- Peix: truita de riu.
- Marisc: ostres i noix de Saint Jacques (la part dura de les vieires).
- Verdures: pastanaga, patata, ceba, bajoca, nap, escalunya, porro, carabassó, albergínia.
- Greixos: mantega, nata, llard, greix d'oca o d'ànec, olis vegetals.
- Fruita: poma, pruna, raïm, préssec d'aigua, nectarina, albercoc, cirera, baies, gerd, grosella, móra.
- Altres: pa, formatge, caragols, granotes, trumfa, xampinyó.

## Especialitats

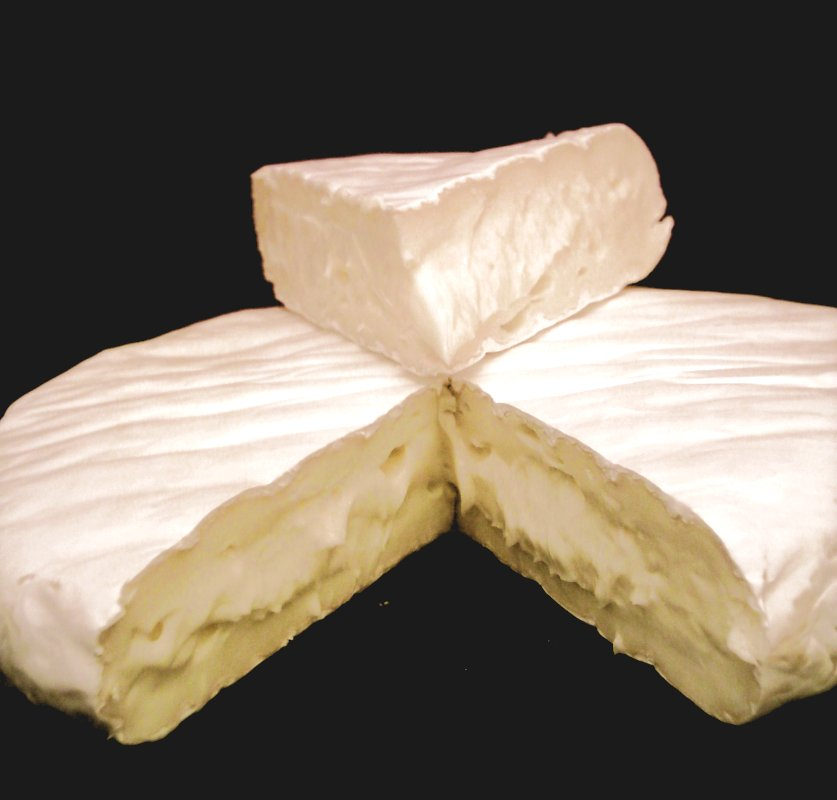
El formatge de Camembert és tou, a l'estil més típic francès, i es menja sobre un tros de pa.

Entre els aliments més estereotípicament associats amb França hi ha el vi, el formatge, el paté i els derivats de l'ànec (que en realitat són occitans), com per exemple el fetge gras. Cada un gaudeix d'una producció important arreu de l'estat, i molts són subjectes a una denominació d'origen.
El vi francès és el més consumit del món i té un gran prestigi. Hi ha vins negres, rosats, blancs i escumosos, tots en general de la zona mediterrània. Les zones de producció més importants són els Costers del Roine, la zona de Bordeus, la costa del Llenguadoc. Pel que fa als blancs escumosos hi ha els de Xampany i els de Die (Costers de Roine). També hi ha Vi del Rosselló, Vi d'Alsàcia, Beaujolais, Vi de Còrsega, Côte de Nuits, Vi de la Provença, Route des Grands Crus
Pel que fa als formatges, gent de determinats països troba especialment original el formatge blau, un formatge amb mou com per exemple també ho és el de cabrales, dels quals, entre els francesos, el més conegut és el de Rocafort. A França, en general, solen agradar més els formatges tous perquè el mengen amb pa sense oli ni tomàquet, i així resulta menys sec. Així, en comparació amb altres cultures on el formatge es menja a daus, a llesques, en amanides o en pa sucat amb tomàquet, a França hi ha una proporció més gran de formatges tous i cremosos, més o menys untuosos, com per exemple el de brie o el Ossau-Irati basc.
- - Vegeu també: Llista de formatges d'Occitània, Beaufort (formatge), Camembert (formatge), Comté, Saint Marcellin, Selles-sur-Cher, Vacherin

Alguns dels tipus de pa francès més estesos són la baguette – barra fina, amb una massa i crosta tova –, el pa de barra (pain), que és el doble de gran que la baguette i té una crosta més dura i la flauta (flute), més prima i llarga que la baguette. A aquestes menes de pa se'ls sol dir "de tipus francès" als països de cultura anglosaxona, per oposició als pans de motlle, però són pans "ordinaris" i no considerats típics francesos per a molts d'altres països.

## Plats

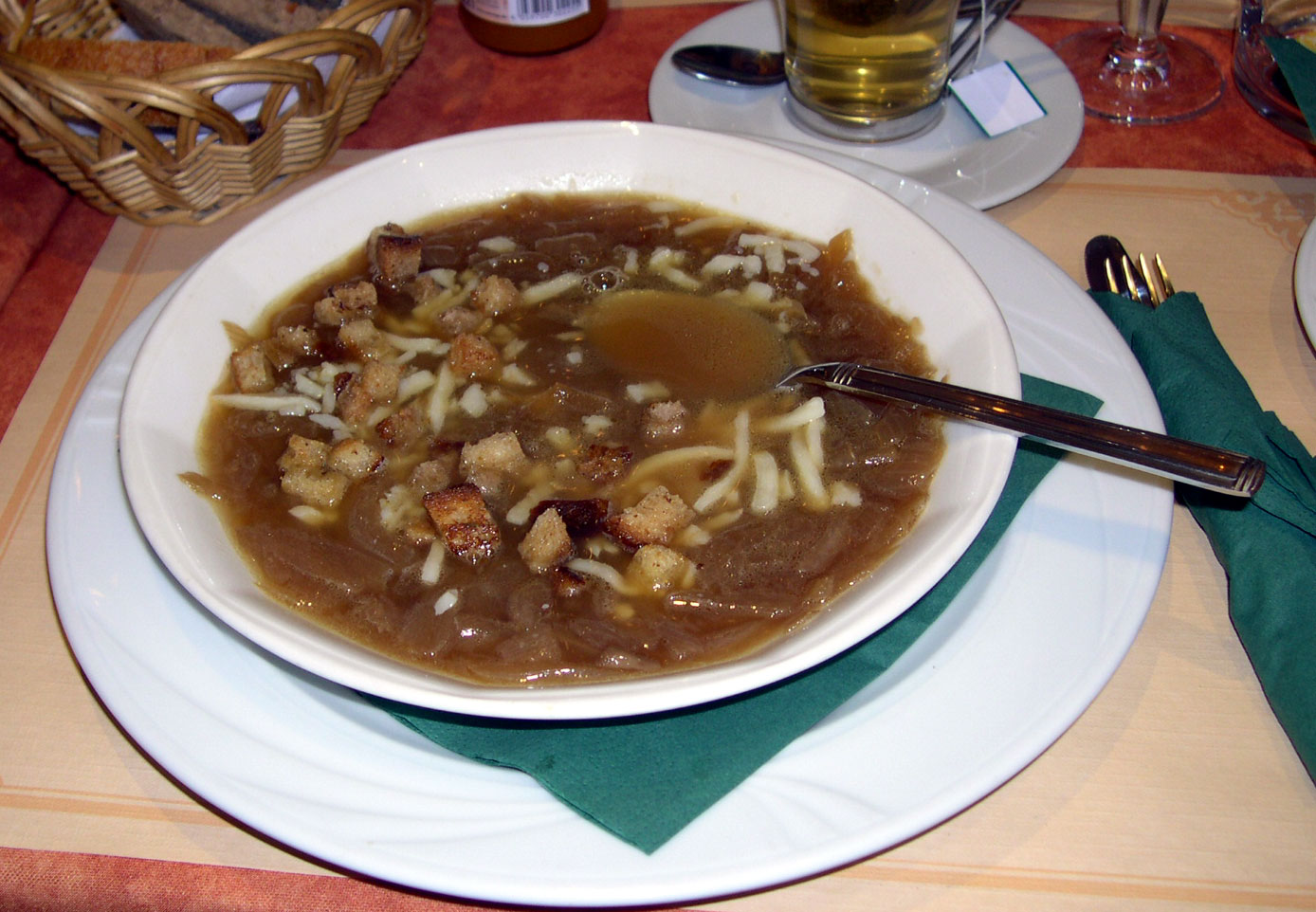
Sopa de ceba

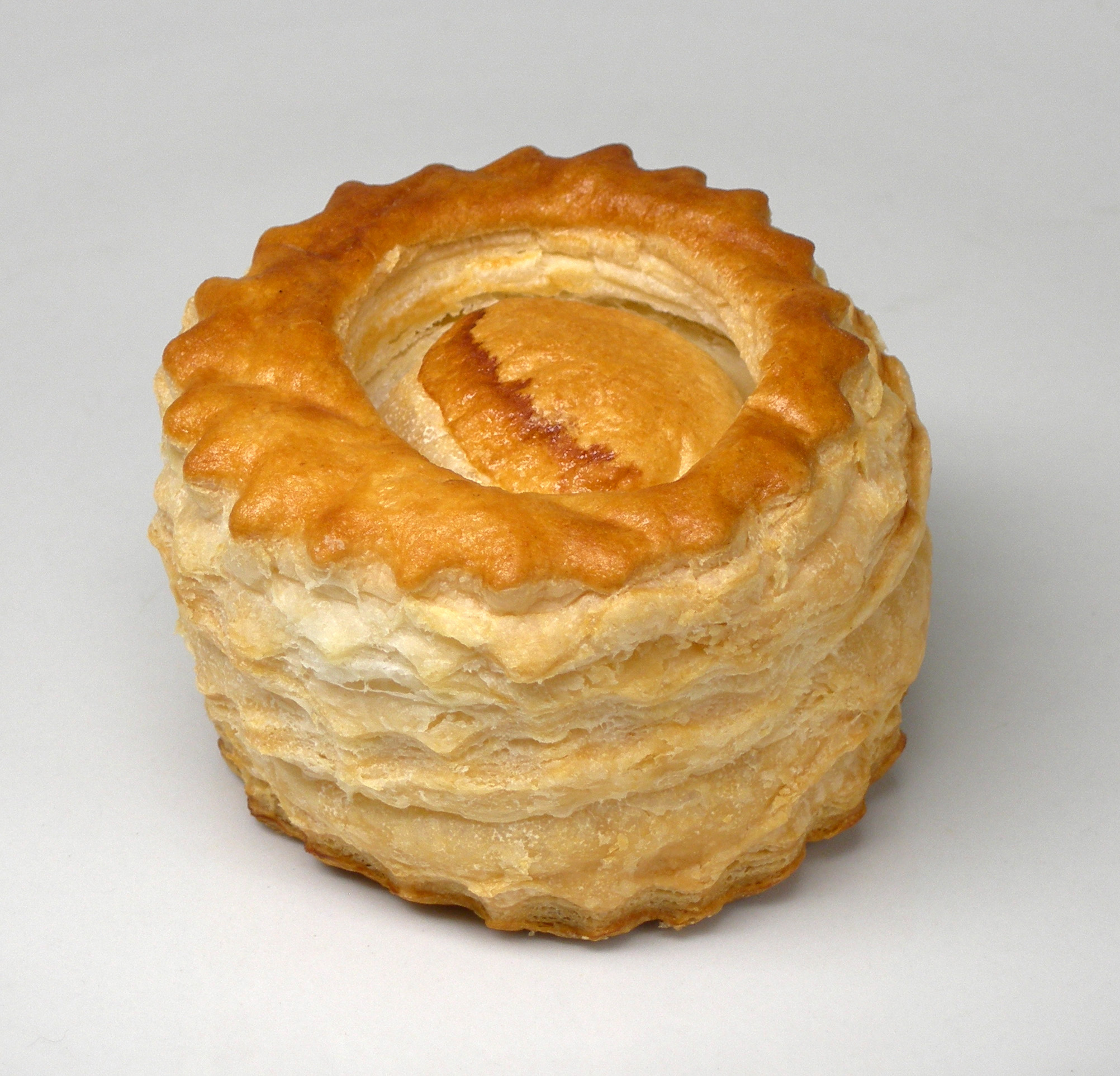
Bouchée à la reine

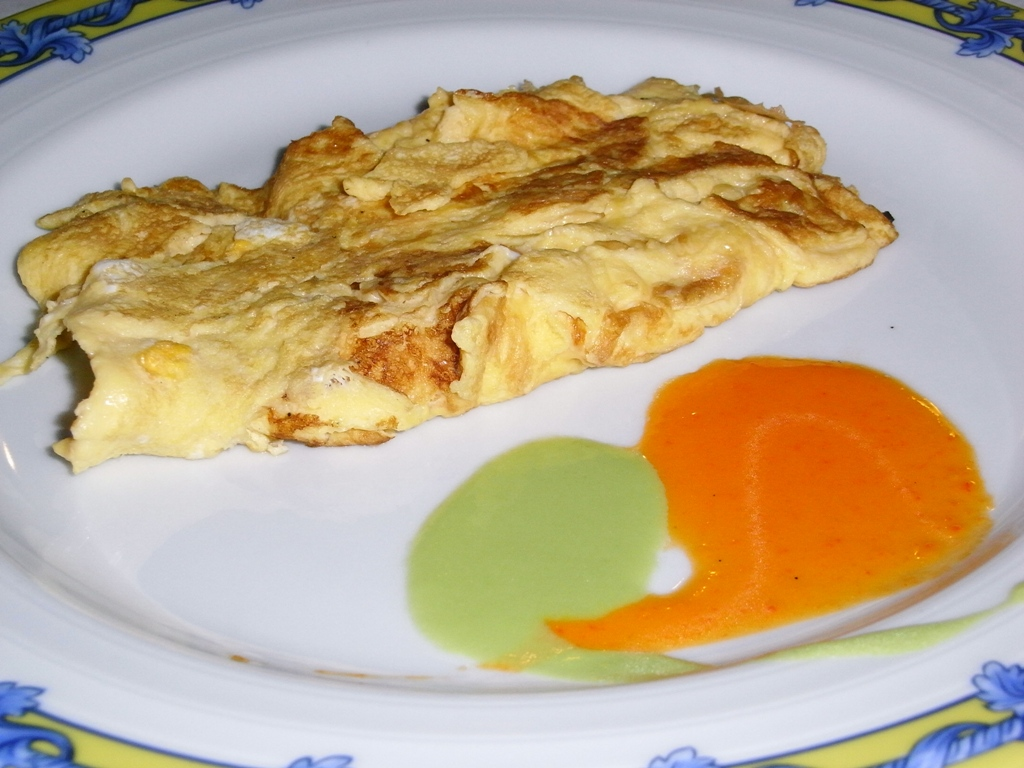
Truita d'ou

- Amanides a base d'enciam o només de fulles verdes. A Provença, amb més influència mediterrània, se'n poden trobar amb hortalisses, per exemple l'amanida niçarda o a la moda de Niça, que a més d'enciam i hortalisses mediterrànies (tomàquet, ceba, etc.) conté ou bullit, anxoves i carxofes.[2] Aquests tipus d'amanida són també pressents a la majoria de països de la mediterrània, dels Balcans, etc.
- Boeuf bourgignon (bou a la borgonyesa), un estofat de bou típic de la regió de Borgonya.
- Bullabessa (bolhabaissa en occità, i bouillabaisse en francès). Un plat de pescadors occità germà bessó del nostre suquet de peix.
- Bouchée à la reine (mos de reina) o vol-au-vent (volovan), un petit recipient cilíndric de pasta fullada farcit típicament de beixamel o de salsa blanca amb bolets o trossos de carn o peix. Es diu que el va inventar una polonesa quan era reina de França, però es menja també en altres països. També se'n poden fer versions dolces.
- Caçolet. Un plat occità de fesols i cansalada originària de la zona de Tolosa de Llenguadoc, parent de les faves a la catalana, avui present en llaunes a tots els supermercats francesos.
- Coq au vin (pollastre amb vi), un putxero occità.
- Croque monsieur és un biquini cobert de formatge i gratinat, que es pot trobat a les fleques de tot l'Estat.
- Patates gratinades a la moda del Delfinat (en francès, gratin dauphinois), acompanyament occità que consta de patates tallades a làmines, lligades amb nata i cuites al forn.
- Paté (pasta a base de fetge, carn i llard) i fetge gras (fetge cirròsic d'oca) típic de la costa atlàntica.
- Quenelles. Una mena de croquetes denses i sense arrebossar, servides sempre amb una salsa de base lletosa (nata, mantega, etc.).
- Quiche, una mena de pastís salat a base de beixamel i ous, sovint sobre una base de pasta fullada, i que pot portar formatge o altres verdures. La quiche lorraine és una quiche particular que porta cansalada i xampinyons, però no conté formatge. Les quiches són originàries de la regió de Lorena.
- Raclette. Formatge fos que s'aboca sobre embotits i patates bollides.
- Ratatolha (occità) o ratatouille (francès), la nosta samfaina. Si bé, amb diversos noms, és típic de tot el mediterrani, a França és un plat occità que es menja a tot el país i s'ha fet conéixer a altres països del món.
- Sopes. En particular la sopa de ceba, que pot estar gratinada. La majoria són bàsiques a moltes cultures i gastronomies. Les cremes de verdures, que a la gastronomia francesa es consideren també sopes, solen contenir nata.
- Soufflés (souflé vol dir bufat) una mena de pastisos, dolços o salats, molt inflats.
- Truita d'ou simple, que a Espanya pot rebre el nom de truita francesa (truita d'ou) en contraposició a la truita espanyola (truita de patata). En comptes de fer-ne una d'individual per a cada persona en fan una de grossa per família i després la tallen a trossos.
- Cuscús. Un plat tradicionalment magribí que arriba a França a través de la colonització d'Algèria i Marroc. A hores d'ara és encara un producte ben típic als supermercats i pressent també a la dieta de francesos no magribins d'origen. A França s'hi sol afegir trossos de merguez, una salsitxa magribina feta amb carn de xai o de bou. El cuscús royal (reial) és "mixt", amb una mica de tot.
- Paëlla royal (paella reial). Una interpretació francesa del plat valencià, a base d'arròs llarg i xoriço, bullit amb anelles de calamar, musclos i pollastre tallat a quarts. Avui és un producte que es pot comprar precuinat en llaunes a tots els supermercats i que es ven per porcions als mercats, en parades que solen tenir una olla de cuscús i una altra de paella.

## Dolços

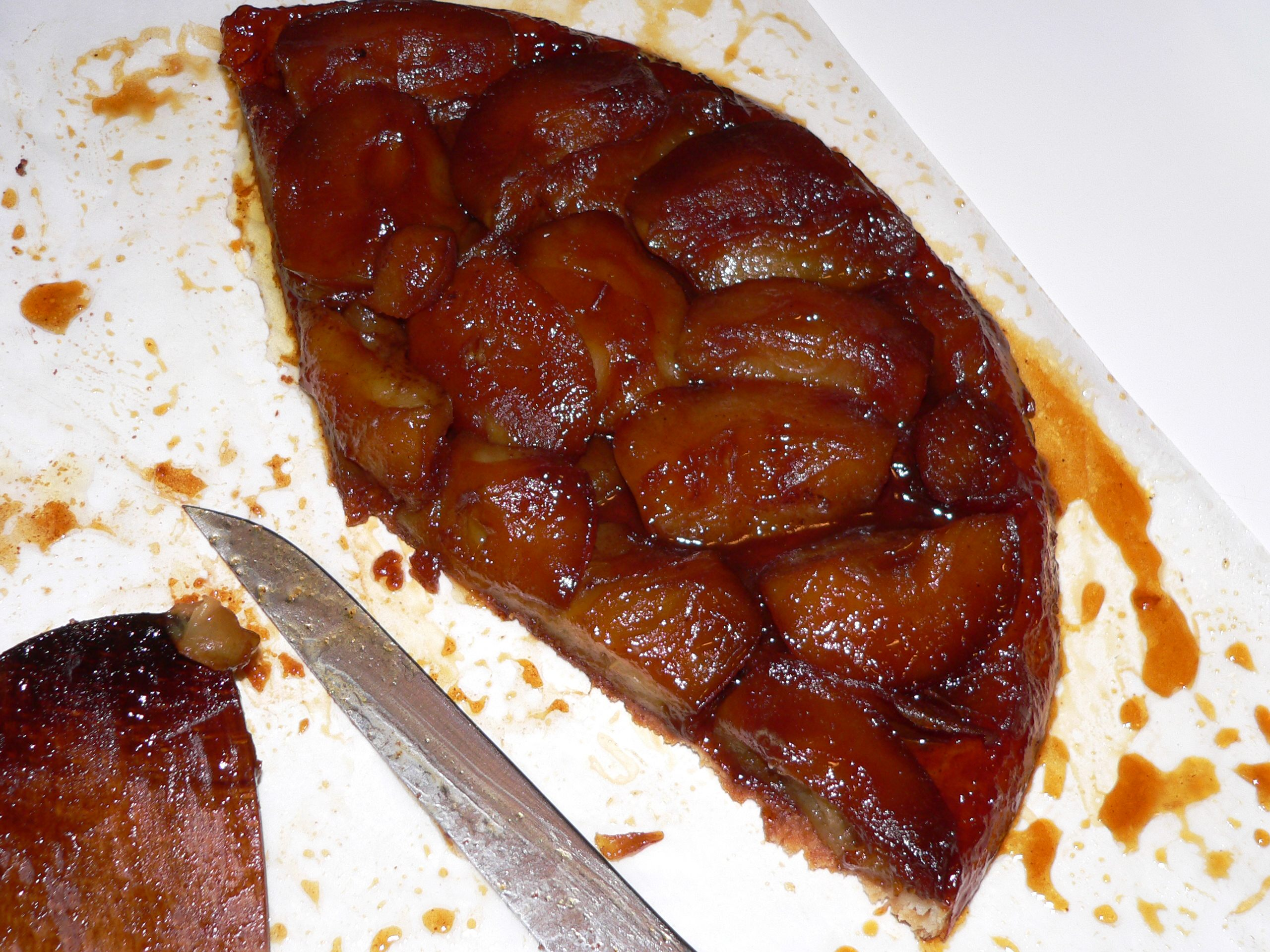
Tarta Tatin

- Creps bretons. Són comuns a moltes cultures arreu del món i coneguts com a filloas, frixuelos, blinis, etc.
- Flam pastisser, un flam, o més aviat púding, molt dens en forma de pastís.
- Galeta de reis, un pastís nadalenc amb una sorpresa amagada dins, típic dels països de cultura catòlica del mediterrani i que també es menja a Occitània.
- Nogat. És una mena de torró dur -d'aspecte- però amb la diferència que és tou, tot i que no tant com a l'halva, de fruita seca variada i en proporció menor que al torró, que hom pot trobar arreu de França però és originari d'Occitània i pertany a la cuina occitana. Alguns nogats són l'anomenat torró de Montelaimar i el de Limós. A Perpinyà sí que es fa veritable torró dur, però no és molt conegut.
- Pain au chocolat (en català, pa amb xocolata). La nostra canya de xocolata, comuna a altres països del món. També hi ha altres pastes internacionals com, per exemple, ulleres i croissants.
- Tarta Tatin, un pastís de pomes caramelitzades amb mantega que es cou de cap per avall, amb les pomes a sota, i després es gira.
- Torrades de pa untades amb mantega i melmelada, l'esmorzar típic francès.

## Salses

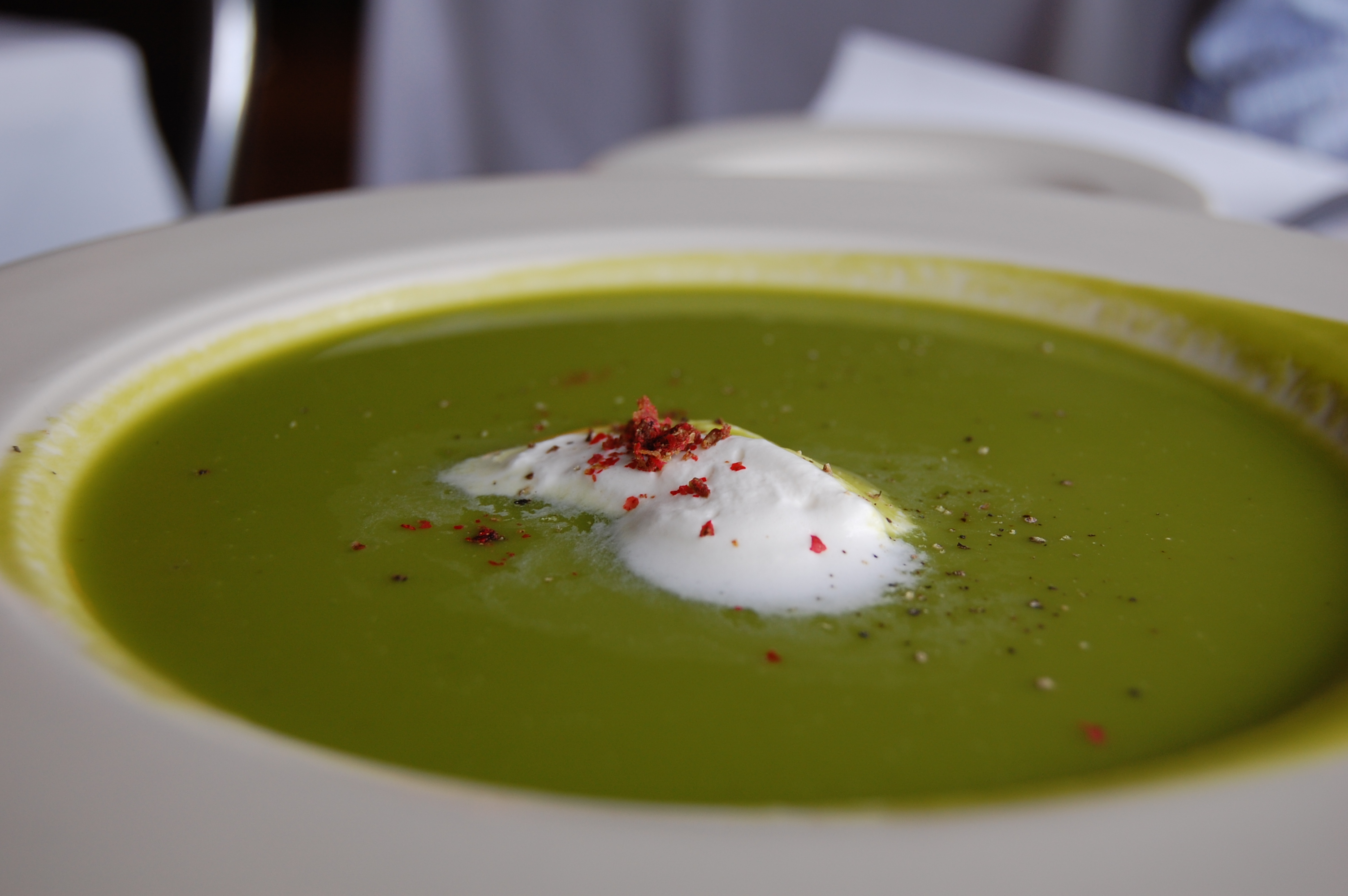
Nata en una crema d'espàrrecs

- Beixamel, feta amb mantega, farina i llet. A França s'utilitza per a plats de peix i marisc, de vegades gratinat amb formatge, i per a d'altres gratinats senzills a base d'una verdura, patata o pasta.
- Maionesa, a França amb rovell d'ou, oli, sovint altres espècies i sempre amb mostassa. Es menja amb les patates fregides i els entrepans industrials.
- Mostassa, en amanides, carns, aus, amb les patates fregides, etc.
- Nata líquida o espessa, es fa servir directament per a amanir i acompanyar tota mena d'aliments: des de carns i peixos a musclos, amanides i sopes, passant pels gratinats i els dolços.
- Salsa blanca, a base de mantega, nata, farina i de vegades brou de peix o de carn. Té variants també bastant típiques (amb formatge rocafort, amb pebre negre, etc.). S'utilitza en peixos, carns, verdures i bouchées à la reine.
- Salses i mulladors importats. A la França actual es fan servir quotidianament alguns companatges d'altres països com a salses, alguns dels més habituals són l'amanida de tarama grega, la tzatziki, el guacamole, el puré de cigrons i el d'albergínia.
- La vinagreta típica francesa barreja d'aigua, vinagre, olis vegetals (de cacauet, de colza, de gira-sol), mostassa, espècies, sal i sucre. Sol portar nata. De vegades pot portar maionesa o formatge fresc. És emprada típicament en amanides de fulles verdes i amb les mongetes verdes fredes.

## Begudes

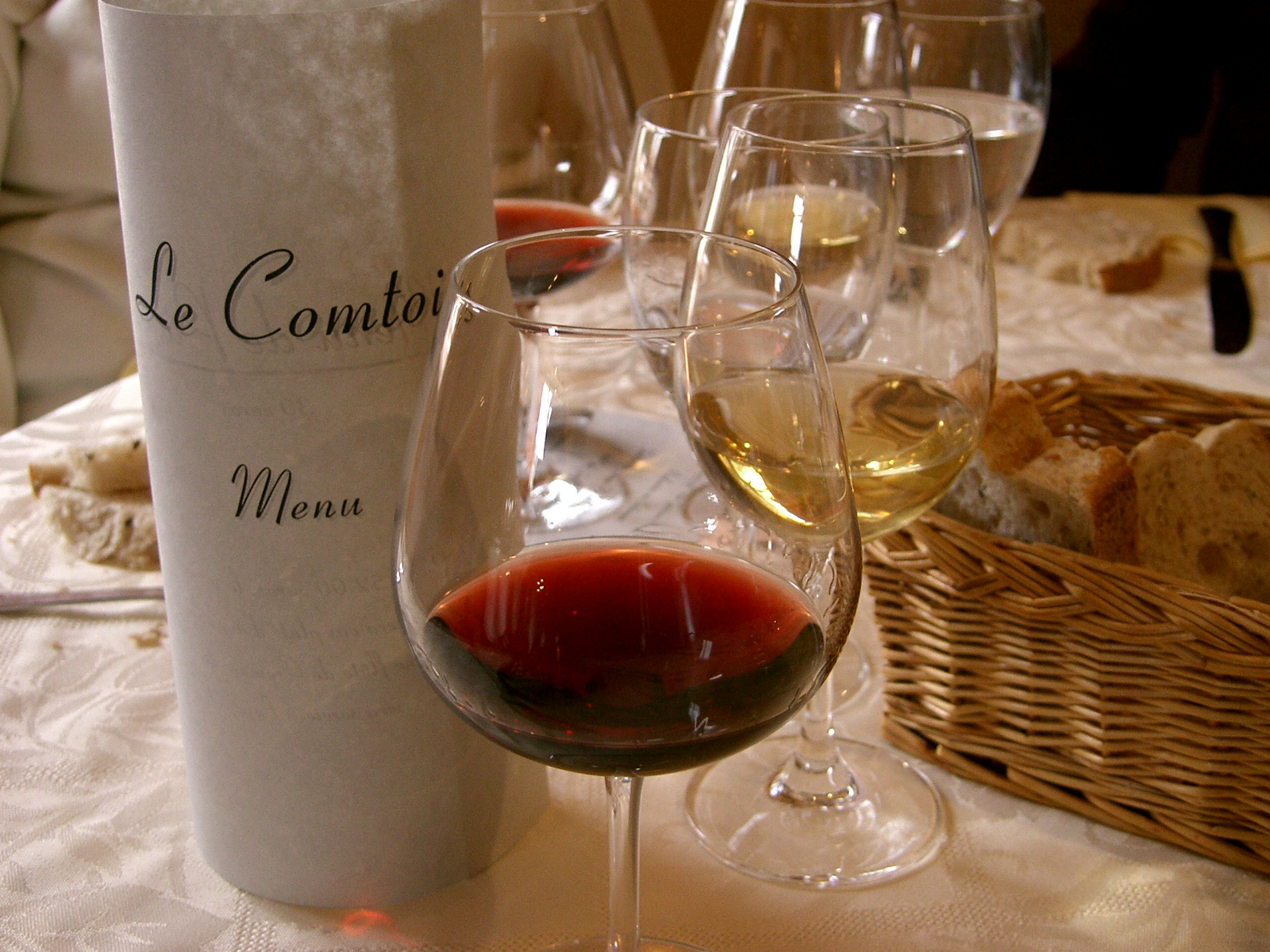
Vi

A banda del vi, hi ha, per exemple, l'occità -molt relacionat amb Marsella- pastís, un esperit d'anís pres com a aperitiu, un costum que a França és d'origen burgès però que avui està estès a totes les capes socials, i concretament el pastís és més aviat percebut com a popular. Altres begudes occitanes són el cassís i l'armanyac. Una mica més al nord es fa un brandi que s'anomena com la regió: conyac. A Bretanya, com als altres pobles d'influència celta, es beu sidra. Un aperitiu francès consisteix a barrejar vi blanc de baix preu amb un licor de fruita, és a dir un kir. Si el vi és escumós aleshores es diu kir royal.
Actualment es produeixen, com a molts altres països, també d'altres begudes industrials de gran consum que no són necessàriament típiques, i clarament no són tradicionals del país. N'és un exemple la cervesa, però també hi ha begudes amb gas (perrier, orangina, etc.) i xarops (de menta, raïm, magrana, etc.), te fred industrial amb sabor de fruita o no, diverses aigües minerals, etc.

## Cuina occitana

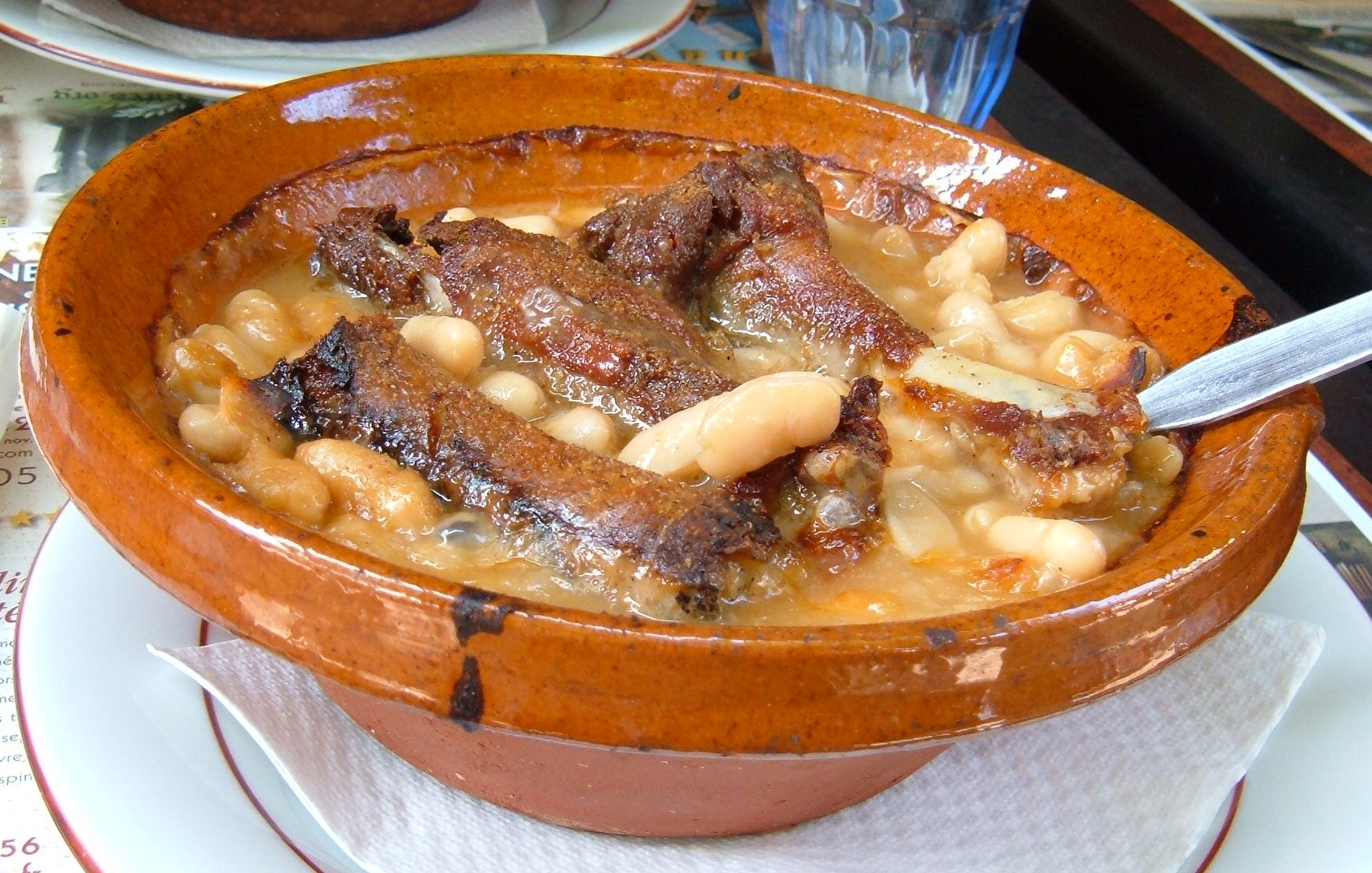
Caçolet occità

La cuina occitana forma part de la cuina mediterrània però desenvolupa trets específics que la distància de la cuina catalana o italiana. A conseqüència de la grandària d'Occitània és una cuina molt variada. Comparteix amb altres cuines del mediterrani l'ús d'elements i sabors bàsics i rotunds, entre ells la carn, peix i verdures, a més de l'oli d'oliva; però també s'apropa a la cuina atlàntica, amb menjars més calorífics i greixos animals. Alguns plats ben coneguts són comuns arreu del mediterrani, com la ratatolha (la nostra samfaina), l'allioli, la bolhabaissa (pareguda al suquet de peix), el pan golçat (pa amb oli) i el vi. Si hi ha alguna cosa que la desmarca dels seus veïns és el marcat ús d'espècies.

## Cuina de la Catalunya Nord

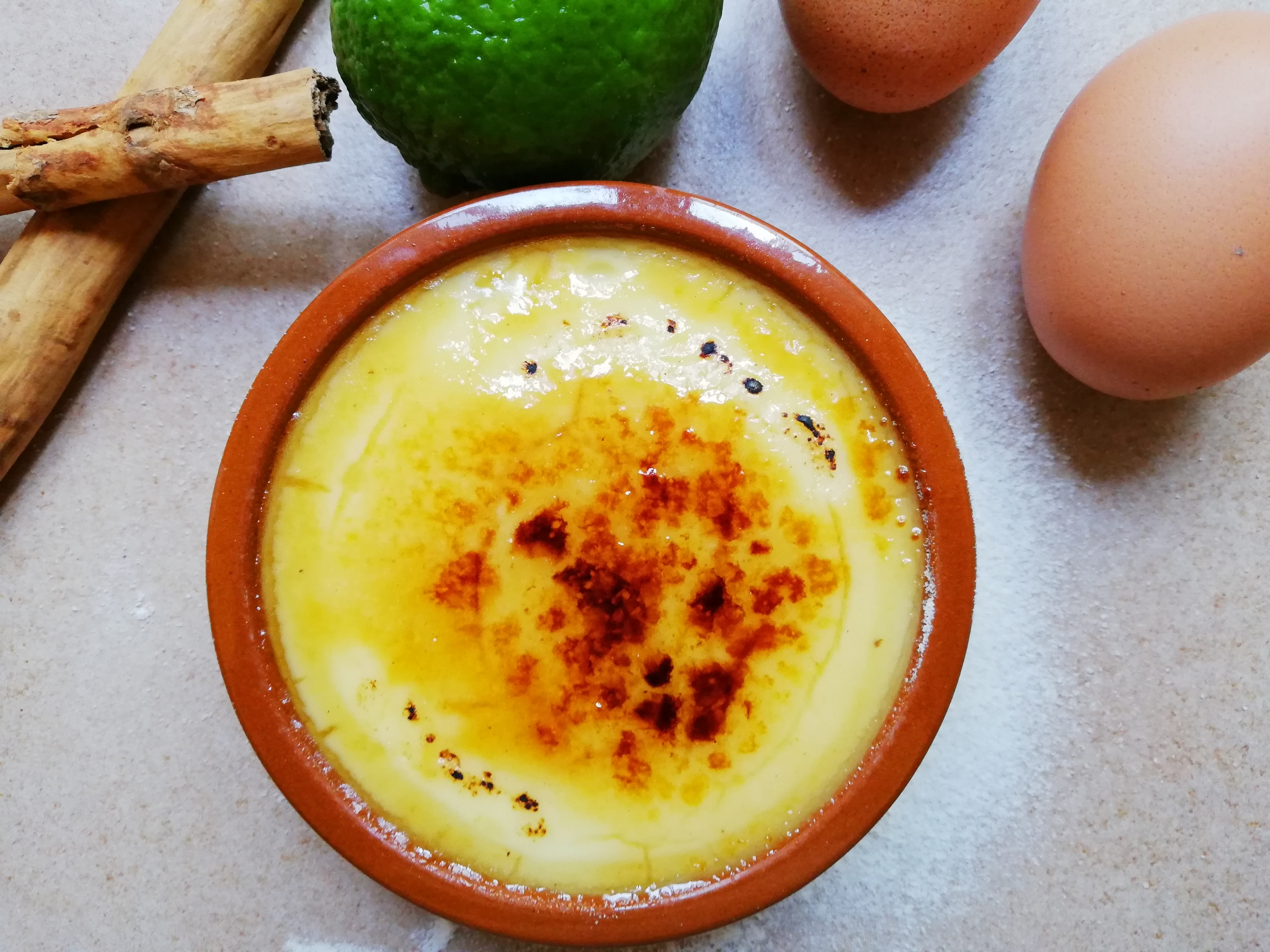
Crema catalana

Com a cuina d'un país propi de l'Estat Francès, la gastronomia tradicional de la Catalunya Nord és essencialment una cuina catalana, pareguda a la de l'Empordà, amb plats típics com la cargolada, bunyetes, coques o les boles de picolat. La influència francesa i occitana es podria notar en el poc consum de l'arròs i el consum de bou a Perpinyà.
- Cuina del Rosselló
- Cuina del Conflent
- Cuina de la Cerdanya
- Cuina del Capcir
- Cuina del Vallespir